# 青木一 (政治家)
青木 一（あおき はじめ、1948年〈昭和23年〉10月9日 - 2008年〈平成20年〉10月9日）は、日本の政治家。歯科医師。中野市長。

## 来歴
長野県中野市出身。父は同じく歯科医師で、中野市長を務めた青木太郎。日本歯科大学卒。2004年に旧中野市長選挙に出馬し、当選。翌年に豊田村との新設合併に伴う新中野市長選挙では無投票当選。
2008年8月に腹痛を訴え、胆石胆嚢炎と診断、9月22日に北信総合病院で胆嚢を摘出する腹腔鏡手術を受けたが同月23日朝、呼吸不全から意識不明に陥り、翌月9日午前11時13分に急性呼吸不全のため現職のまま死去。60歳。亡くなったのは還暦となる誕生日で、妻が赤のスポーツウェアを乗せたりケーキを口につけていた。手術後に容態が急変したのは同病院長の見解では血栓による肺塞栓が起きたとしている。死没日をもって旭日双光章追贈、正六位に叙される。
長野県歯科医師連盟会長や中野青年会議所理事長を務めた。